# لويس دايموند
لويس دايموند (بالإنجليزية: Louis Diamond)‏ ، طبيب أطفال أمريكي، يعرف باسم «أب أمراض الدم لدى الأطفال». ولد في كيشينيف ، بيسارابيا، كانت جزءا من الإمبراطورية الروسية في ذلك الوقت . هاجرت عائلته إلى الولايات المتحدة في عام ,1904 وبدأ دراسته الطبية في جامعة هارفارد في عام 1919 وحصل على دكتوراه في الطب عام 1927. انشأ دايموند واحدا من أول مراكز الأبحاث لأمراض الدم لدى الأطفال في الولايات المتحدة. تركزت ابحاثه على فقر الدم، وبحلول عام 1930 كان قد نجح في اكتشاف مرض الثلاسيميا. وفي عام 1932، جنبا إلى جنب مع الدكتور بلاكفان، شخص مرض جنيني الحمر (بالإنجليزية:  erythroblastosis fetalis)‏. اكتشف أيضا متلازمة شوان دايموند.